# Shigella dysenteriae
Shigella dysenteriae је врста бактерије у облику штапа из рода Shigella. Врсте шигела могу изазвати шигелозу (бациларну дизентерију). Шигеле су грам-негативне бактерије које не формирају споре, факултативно анаеробне, непокретне бактерије. Shigella dysenteriae има способност инвазије и репликације у различитим врстама епителних ћелија и ентероцита.

## Симптоми
Најчешће примећени знаци повезани са дизентеријом шигела укључују колитис, неухрањеност, ректални пролапс, тенесмус, реактивни артритис и проблеме са централним нервним системом. Даље, Shigella dysenteriae је повезана са развојем хемолитичко-уремичког синдрома, који укључује анемију, тромбоцитопенију и отказивање бубрега. Ако је инфициран са Shigella dysenteriae, појединац ће доживети тежак случај шигелозе.
Морталитет је већи код Shigella dysenteriae типа 1. Већина случајева шигелозе је у земљама у развоју. Избијање шигелозе у Азији, Латинској Америци и Африци имало је стопу смртности и до 20%.

## Дијагноза
Пошто типични фекални узорак није стерилан, употреба селективних плоча је обавезна. XLD agar, DCA agar или Hektoen enteric agar се инокулишу; сви дају безбојне колоније јер организам није ферментатор лактозе. Инокулација TSI slant нагиба показује алкални нагиб и киселу, али без гаса, или  производња. Након инкубације на СИМ-у, култура се чини непомичном без  производња. Додавање Ковачевог реагенса у SIM епрувету након раста обично указује да нема формирања индола (серотипови 2, 7 и 8 производе Indol). Тестови на манитол дају негативне резултате. Тестови на орнитин декарбоксилазу дају негативне резултате.

## Лијечење
Лијечење шигелозе, независно од подврсте, захтева антибиотик. Често коришћени антибиотици укључују ампицилин, ципрофлоксацин, цефтриаксон, између осталих. Опиоиде треба избегавати за лијечење шигелозе.

## Епидемиологија
Инфекције шигелама могу се добити услед недостатка праћења квалитета воде и хране, нехигијенских услова кувања и неправилне хигијенске праксе. Shigella dysenteriae се шири кроз контаминирану воду и храну, изазива мању дизентерију због свог шига токсина, али и друге врсте могу бити узрочници дизентерије. Shigella dysenteriae ослобађа егзотоксин који угрожава цријева и централни нервни систем.
Ако дјелује као ентеротоксин, појавиће се дијареја. Када дјелује као неуротоксин, развијају се тешки случајеви шигелозе, изазивајући кому и менингизам.